# Eudorylas ocularis
Eudorylas ocularis är en tvåvingeart som beskrevs av Matsumura 1915. Eudorylas ocularis ingår i släktet Eudorylas och familjen ögonflugor. Inga underarter finns listade i Catalogue of Life.